# Al-Katrana
Al-Katrana – miasto w Jordanii, w muhafazie Al-Karak. W 2015 roku liczyło 7070 mieszkańców.